# Jahannam

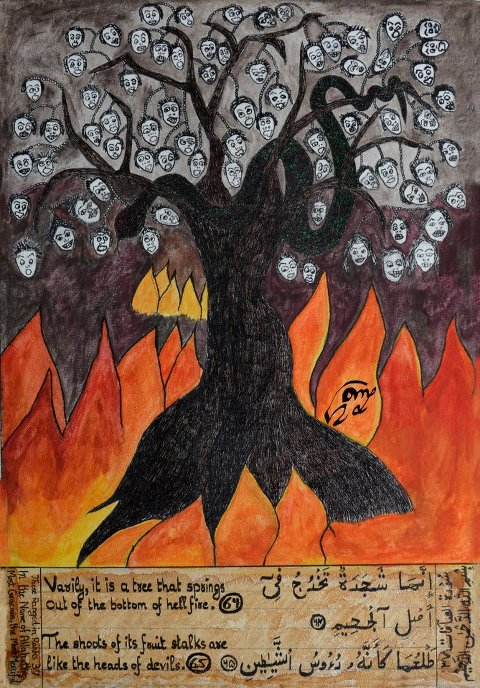

Jahannam (em árabe: جهنم, etimologicamente relacionada ao hebraico Gehennom e ao grego γέεννα) é um dos nomes para o conceito islâmico de Inferno. Outros nomes para o inferno (ou para as diferentes portas do inferno) que aparecem no Alcorão são: Jaheem ("Fogo Ardente"), Hatamah ("Aquilo que se Quebra em Pedaços"), Haawiyah ("O Abismo"), Ladthaa, Sa'eer ("A Chama"), Saqar e an-Nar.
O Hadith do profeta islâmico Maomé e alguns escritos de estudiosos islâmicos posteriores também descrevem Jahannam.
De acordo com o Alcorão, no Último Dia, o mundo será destruído e todas as pessoas (e gênios) serão ressuscitados dentre os mortos para serem julgados por Alá para saber se merecem serem enviados ao paraíso (Jannah) ou para o inferno. O inferno será ocupado por aqueles que não acreditam em Deus, desobedeceram as Suas leis e/ou rejeitaram Seus mensageiros. Um grupo que não terá que esperar até o último dia para entrar no inferno são os "inimigos do Islã", que estão condenados ao inferno imediatamente após a morte.
O sofrimento no inferno islâmico é tanto físico quanto espiritual e varia de acordo com os pecados do condenado. Tal como descrito no Alcorão, Jahannam tem sete níveis (cada um mais grave do que o que está acima dele); sete portas (cada uma para um grupo específico de pecadores); um fogo ardente, água fervente e a Árvore da Zaqqum. Nem todos os muçulmanos e estudiosos concordam se o inferno é um destino eterno ou se alguns ou mesmo todos os condenados eventualmente serão perdoados e autorizados a entrar no paraíso.